# 實川延若 (2代目)
二代目 實川 延若（新字体：実川、じつかわ えんじゃく、1877年（明治10年）12月11日 - 1951年（昭和26年）2月22日）は、大阪出身の歌舞伎役者。本名は天星 庄右衛門（あまぼし しょうえもん）。屋号は河内屋。定紋は重ね井筒、替紋は五つ雁金。

## 来歴
初代實川延若の長男として大阪難波新地に生まれる。父は後を継がせる気は無く芝居への出入りを禁じていたが、当の本人は父の目を盗んでは芝居小屋に出入りしていた。8歳で父と死別。1886年（明治19年）3月道頓堀戎座(浪花座）『会稽曽我裾野誉』二代目實川延二郎の名で初舞台。以後、京都や東京の舞台に出演し、三代目中村歌六などの先輩や市村家橘（後の十五代目羽左衛門）、四代目市川染五郎金太郎（後の七代目松本幸四郎）などの同世代の俳優と交流を持ったり、新派との合同公演、『女殺油地獄』復活上演など幅広い活躍を行う。こうした歌舞伎役者としての実績は、十一代目片岡仁左衛門らの引きたてもあったが、ほとんど独力でを積んだものであった。その努力が認められ1915年（大正4年）10月、浪花座の『櫻鍔恨鮫鞘（お妻八郎兵衛）』の古手屋八郎兵衛で二代目實川延若を襲名。
松竹の初代中村鴈治郎重視の経営方針に合わず、一時東京に行き、二代目市川左團次一座に加わり、『仮名手本忠臣蔵』の師直、『漢人漢文手習始』の伝七などを演じ、その濃厚な上方の芸風は川尻清潭や岡鬼太郎ら批評家に高く評価された。鴈治郎死後、上方歌舞伎の牽引車としての自覚が高まって演技にも工夫と研究を重ねて深みを増すようになり、三代目中村梅玉・中村魁車と共に戦前の上方歌舞伎を主導した。

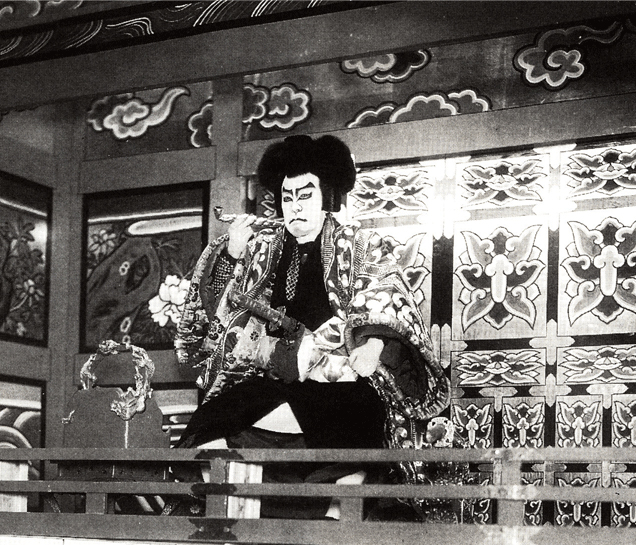
二代目延若の五右衛門

戦後は脚が不自由になるも芸格は高まった。1950年（昭和25年）5月に東京劇場で演じた『山門』の石川五右衛門は歌舞伎史上に残る名舞台で、映画にも記録された。当時すでに歩くことも困難な状態で、両脇を支えてもらいながら関係者に挨拶するほどだったが、いざ金襴褞袍に大百日鬘で南禅寺山門上に立つと別人のように背筋がしゃきっと伸びた。その五右衛門の迫力は圧巻で、マイクが壊れるくらいの朗々たる声と風格であった。記録映画では客席にジワ（観客が漏らす感嘆のどよめき）が広がるのを聞き取ることができる。

同年日本芸術院会員になる。翌1951年（昭和26年）1月大阪歌舞伎座の『八陣守護城』で佐藤正清。1月23日、松竹会長白井松次郎の葬儀に参列して風邪を引き病の床につく。2月22日死去。「最後の上方役者」と呼ばれた延若の死は一つの時代の終わりでもあった。

## 芸風

### 幅広い役柄

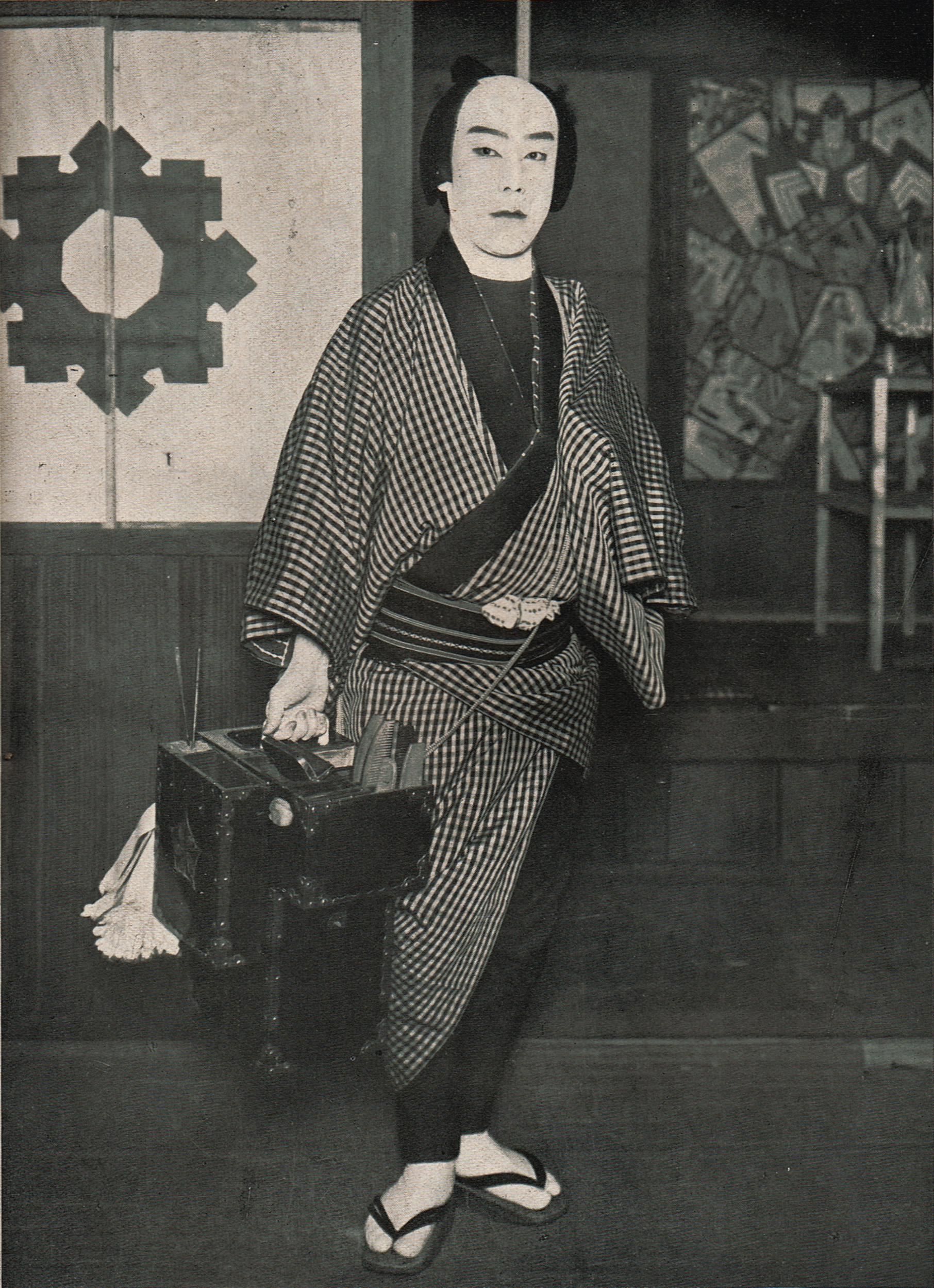
『渡雁恋玉章』の髪結三二五郎七

役の幅は広く、前述の五右衛門のほか、『渡雁恋玉章』（雁のたより）の三二五郎七、『積情雪乳貰』（乳もらい）の狩野四郎五郎、『戀飛脚大和往來・封印切』の忠兵衛、『心中天網島・時雨の炬燵』の治兵衛、『鐘鳴今朝噂』（いろは新助）の新助など父譲りの和事。丸本物では『仮名手本忠臣蔵』（忠臣蔵）の寺岡平右衛門・高師直・早野勘平・大星由良助・戸無瀬・与市兵衛・斧定九郎を演じた記録がある。ほか『夏祭浪花鑑・鳥居前・三婦内・泥場』の團七、『鎌倉三代記・絹川村』の佐々木高綱、『義経千本櫻・大物浦知盛、『同・すしや』の権太、『伽羅先代萩』の仁木弾正、『本朝廿四孝・景勝下駄・勘助住家』の横蔵、『近江源氏先陣館』（盛綱陣屋）の佐々木盛綱、『敵討襤褸錦・大晏寺堤』の春藤次郎右衛門、『神霊矢口渡』の頓兵衛、『彦山権現誓助剣』の毛谷村六助など。世話物では『怪談乳房榎』の菱川重信・正介・三次の三役早変わりをはじめ『謎帯一寸徳兵衛』の大島団七、『樟紀流花見幕張』（慶安太平記）の丸橋忠弥、『青砥稿花彩絵画』の南郷力丸など江戸の生世話物も見事にこなした。さらに女形も得意とし、『西郷と豚姫』の仲居お玉、『伽羅先代萩』の政岡などが当り役だった。口跡に優れ、時代がかった口調から急に世話にくだける間が絶品であった。

### あふれる色気
類い稀な演技力もさることながら、立派な押し出しと色気の有る目元が、得も言われぬエロチシズムを生み出し、「油壷からでたような」という評が与えられた。その色気の力は『双蝶々曲輪日記・引窓』の濡髪をつとめたとき、あまりの凄さに与兵衛で舞台を共にした初代中村鴈治郎が嫉妬したほどだった。
その色気の有る芸については、延二郎時代、初めて東京の舞台に立ったときに「上味醂で煮上げたような」と評されている。また、六代目中村歌右衛門が若い頃、大阪中座で『忠臣蔵』の顔世御前で共演したとき、「…後ろから顔世の肩を抱いて、いかがでござる（略）と耳許にささやきながら肩を揺する。だんだん力がこもってきて、ギューッと抱きすくめられると、何だかクラクラしてきて、ゾクゾクと気が遠くなりそうで、思わず目をつむってしまったものですよ。まことに立派で色っぽかった」と述懐している。彼を贔屓にした国文学者の折口信夫は「…まことにとろけるような、無言の口ぜつ、怨嗟の流れ、それほど美しく歌舞妓の世界に取り上げられ、弄ばれ、洗い上げられ、身につまされる力を持ってきたながし目の響きである。この目の芸を、この後誰が伝えてくれるだろうか」と書いている。
十三代目仁左衛門は、同世代の十五代目市村羽左衛門と比較して、颯爽とした江戸前の芸風と脂っこい上方和事の色気の違いこそあれ、何か共通する色気を持っていたと証言している。（『仁左衛門楽我記』より）同じく、二代目鴈治郎は、友人の演劇評論家山田庄一に「合邦庵室」の玉手御前で最高だったのは誰かとの問われ「そら、河内屋だす。色気があってええ玉手だした。」と答え、女形でも十分な芸の力があったことを評価した。

### 卓越した演技
研究熱心で、義太夫の台本を咀嚼して、人物の心理や演技に工夫を凝らした。一例をあげると「伽羅先代萩」の「対決」の仁木を演じたとき、忠臣渡辺外記左衛門を陥れようとしたが細川勝元にその魂胆を論破され、「罪を弾劾されて『恐れ入り奉る』の大きさと口惜しさの表現は、その後これほどの仁木を見ていない。さらに肩衣を撥ねられた後の引っ込みも、対決相手の外記には一目もくれずに上手へ二、三歩行きかけて、急に後ろ向きに勝元をキッと睨んだイキの凄さ。とくに、その解釈の正しさには脱帽した。多くの仁木は引っ込む時に外記に思い入れをするが、あれでは仁木の人物が小さくなる。すでに審判が下ったのだから、今さら外記を殺しても何の利もない。したがって、狙うのは勝元・・・外記を殺すのは勝元を誘い出すための手段、というのが延若の解釈である。」次の「刃傷」の場で外記を殺害する時も「外記を組み敷いた後で、勝元がまだ来ないかという思い入れが十分で」と、スケールの大きな悪人を演じるために実にきめ細かな演出を行った。（山田庄一『上方芸能今昔がたり』岩波書店　2013年）

### 存在感ある役者
居るだけで雰囲気を変える存在感ある役者であった。1945年1月、大阪中座『本朝廿四孝・筍掘り』では、延若演じる横蔵の件以外をカットするという粗悪な演出であったが、観客は彼が出ただけで満足していた。また、山田庄一の証言によれば、1946年、大阪歌舞伎座『妹背山婦女庭訓･道行』に求女役で三代目梅玉のお三輪、四代目富十郎の橘姫と共演した。延若と梅玉も舞踊は得意でなくしかも高齢で動けず、散々な出来であったが、「求女の延若は・・・それこそ白塗りのゴリラみたいな顔なんですよ。それでも二人の存在感がすごかったんです。」とし、橘姫を追いかけて花道でおこついて苧環を回すだけで「一幕すべてを食っちゃうんですよ。お客はそれで十分満足してました。」とそのすごさを述べている。

### エピソード
- 延二郎時代は、才気あふれる舞台であった。「奥州安達原・袖萩祭文」で源義家を演じた際、安倍貞任役の三代目中村歌六が熱演のあまり放屁した。そこで延二郎、「せいたりな貞任」という台詞を咄嗟に「屁たれな貞任」とアドリブで変えて演じ、歌六を驚かせた。
- 艶福家として有名で、長男の三代目實川延若は「その数は一千人もあり、ほとんどが私が知っているおばさんだった」と述懐している。また十三代目片岡仁左衛門は「楽屋に行っても華やかで、いつも若い女性がそばにいられるし…そしてまた話術のうまいこと」[8]と、延若の人間的魅力を特筆している。
  - 若手にはすすんで稽古をつけたが、自身は立つことはなく座りながら演じ方を的確に分かりやすく説明するやり方であった。同時に他の俳優の物まねやダジャレが飛び出すなど「実に愉快なけいこなのです。」（十三代目仁左衛門談）との証言がある。また、友人との会話時でも思わず話に身が入り、稽古と違って、立ちあがって身振り手振りで説明し、周りをさんざんに笑わせた。
  - 舞台映えのする大きな目であったが、目遣いが旨く色気があった。七十近くで「渡雁恋玉章」の三二五郎七を演じたとき、恋文を落としてからの目つきの色っぽさは誰にも真似のできないものであった。[9]
- 最後の東上では大阪からは一等寝台での移動という当時としては破格の待遇であった。東京滞在中、延若は不自由な身体ながらも鰻丼を平らげる旺盛な食欲を示して周囲を驚かせた。また劇場の誰彼に声をかけたが、どうでもいいような事にまで質問するので小山觀翁が不審がると、スタッフから「あえて自身の健在ぶりを見せつけたいからだ。」と教えられた[10]。

## 著書
- 『延若芸話』山口広一著 誠光社 1946
- 『二人の名優』山田庄一・渡辺保　演劇出版社　2016